# Projekt 77

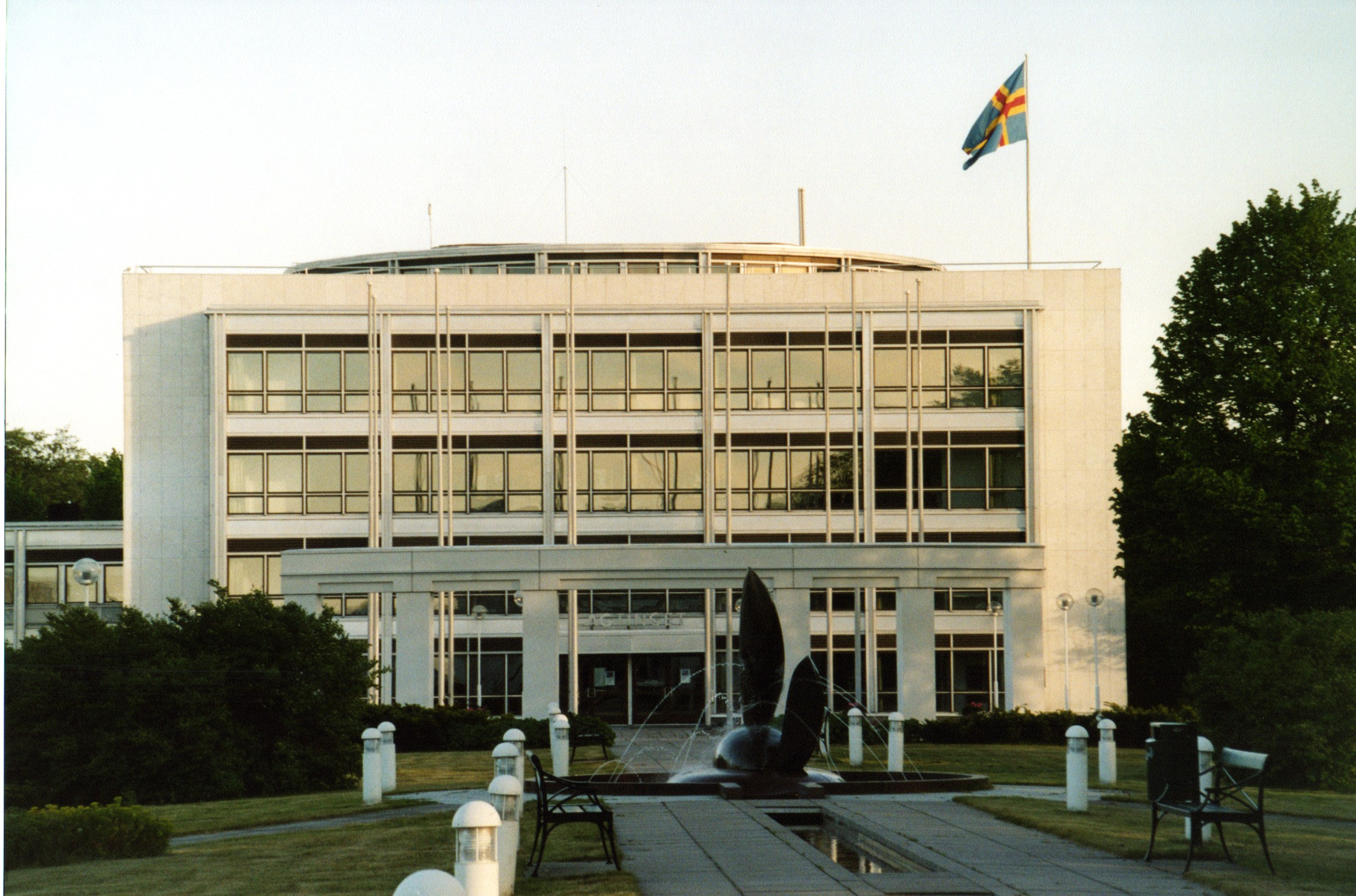
Självstyrelsegården

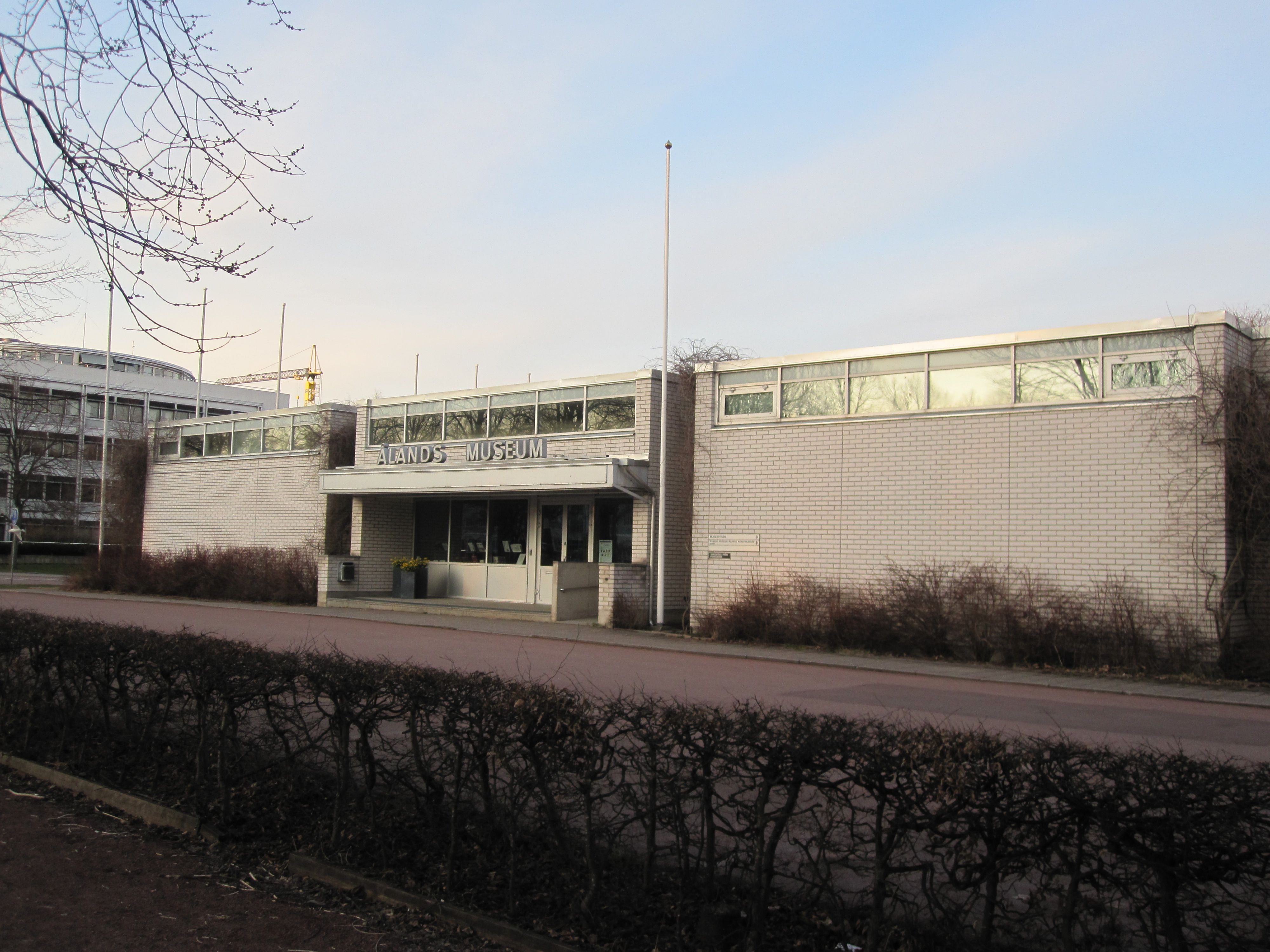
Ålands museum

Projekt 77 var ett byggprojekt i Mariehamn på Åland under 1970-talet. Det omfattade tre större byggnader: Hotell Arkipelag (invigt 1973), Självstyrelsegården (1978) och Ålands museum (1981). Projektet drevs av Ålands landskapsregering.

## Bakgrund och genomförande
År 1964 utlyste landskapsstyrelsen en nordisk arkitekttävling för att skapa ett nytt administrativt och kulturellt centrum i Mariehamn. Tävlingen vanns av den finländske arkitekten Helmer Stenros. Byggandet började 1971 och sköttes av Ålands Bygg AB, ett samarbetsbolag som bildades av flera åländska byggföretag på initiativ av Olof Salmén.
Först färdigställdes Hotell Arkipelag 1973. Därefter följde Självstyrelsegården 1978 och Ålands museum 1981. När Arkipelag var klart revs det gamla societetshuset "Socis" för att lämna plats åt den nya byggnaden.

## Fortsättning och utsmyckning
Ålands Bygg AB byggde senare även Alandica kultur- och kongresshus, som invigdes 2010. Det ritades av den danska arkitektbyrån Kjaer & Richter.
För Självstyrelsegården hölls en tävling om konstnärlig utsmyckning. I det första urvalet valdes Lars-Gunnar Nordströms verk *Syntes*. Efter en ny tävlingsomgång 1980 valdes i stället Alvar Donners skulptur *Ståtbådan*, som placerades utanför byggnaden.